# Qurban Qurbanov
Qurban Qurbanov   (Aşağı Tala, 13 d'abril de 1972) és un exfutbolista azerbaidjanès de la dècada de 1990 i entrenador.
Fou 68 cops internacional amb la selecció de l'Azerbaidjan.
Pel que fa a clubs, defensà els colors de Turan Tovuz, Neftchi Baku, Dynamo Stavropol, Fakel Voronezh i Baltika Kaliningrad, entre d'altres.